# Eburodacrys campestris
Eburodacrys campestris är en skalbaggsart som beskrevs av Pierre Émile Gounelle 1909. Eburodacrys campestris ingår i släktet Eburodacrys och familjen långhorningar.
Artens utbredningsområde är Paraguay. Inga underarter finns listade i Catalogue of Life.